# Ataenius cognatus
Ataenius cognatus är en skalbaggsart som beskrevs av Leconte 1858. Ataenius cognatus ingår i släktet Ataenius och familjen Aphodiidae. Inga underarter finns listade.